# Municipio de Cottonwood (Kansas)
El municipio de Cottonwood (en inglés, Cottonwood Township) es un municipio del condado de Chase, Kansas, Estados Unidos. Tiene una población estimada, a mediados de 2023, de 166 habitantes.

## Geografía
Está ubicado en las coordenadas 38°17′27″N 96°45′58″O / 38.29083, -96.76611 (38.290756, -96.749442). Según la Oficina del Censo, tiene una superficie total de 209.17 km², de lo cuales 207.60 km² corresponden a tierra firme y 1.57 km² están cubiertos de agua.

## Demografía
Según el censo de 2020, en ese momento había 159 personas residiendo en la zona. La densidad de población era de 0.8 hab./km². El 89.3 % de los habitantes eran blancos, el 0.6 % era amerindio, el 1.3 % eran de otras razas y el 8.8 % eran de una mezcla de razas. Del total de la población, el 3.1 % eran hispanos o latinos de cualquier raza.

## Localidades
- Cedar Point